# Pilar Orero
Maria Pilar Orero Clavero (* 20. Mai 1959 in Valencia) ist eine spanische Übersetzungswissenschaftlerin. Sie lehrt an der Fakultät für Übersetzen und Dolmetschen der Autonomen Universität Barcelona (UAB) und betreut den Fernstudiengang Master Audiovisuelle Übersetzung (Máster Europeo en Traducción Audiovisual, METAV). Sie hat an der University of Manchester Institute of Science and Technology (UMIST) im Bereich Translation promoviert. Zu ihren Forschungsinteressen zählen Nonsense-Literatur, Audiovisuelle Übersetzung und Barrierefreiheit in den Medien.

## Leben
Pilar Orero wurde 1959 in Valencia geboren. Vor ihrer Laufbahn als Übersetzungswissenschaftlerin im Bereich Audiovisuelle Übersetzung schloss Orero im Jahr 1980 zunächst ein Studium als Grundschullehrerin an der Universität Valencia ab. Von 1989 bis 1992 studierte sie Hispanistik und Lusitanistik an der Universität Manchester und schloss 1996 ihren Master in Übersetzungswissenschaften an der Autonomen Universität Barcelona ab. Im Jahr 2003 erwarb Orero mit ihrer Arbeit zur Übersetzung von Nonsense-Literatur ihren Doktortitel (Ph.D.) an der UMIST.
Orero hat seither etliche Bücher sowie zahlreiche Artikel veröffentlicht. Heute ist sie neben ihren Tätigkeiten an der UAB Mitglied in zahlreichen Verbänden und Forschungsgruppen in den Bereichen Audiovisuelle Übersetzung und Barrierefreiheit und forscht darüber hinaus in mehreren von den spanischen und katalanischen Regierungen geförderten Projekten zu Barrierefreiheit in den Medien. Des Weiteren leitet sie die Forschungsgruppe TransMedia Catalonia.
Heute lebt und arbeitet Pilar Orero in Barcelona. Sie ist verheiratet und hat sechs Kinder.

## Mitgliedschaften (Auswahl)
- TransMedia
- Leiterin der Forschungsgruppe TransMedia Catalonia[4]
- CAIAC-Forschungszentrum
- Digital Television for All (DTV4All)
- Hybrid Broadcast Broadband For ALL (HBB4ALL)
- JoSTrans
- MonTI

## Publikationen (Auswahl)
- Orero, Pilar (Hrsg.): Proceedings of III Congrés Internacional sobre Traducció. Acte. Bellaterra, Universitat Autònoma de Barcelona 1998.
- Orero, Pilar & Juan C. Sager (Hrsg.): The Translator’s Dialogue. John Benjamins, Amsterdam 1999.
- Orero, Pilar (Hrsg.): Topics in Audiovisual Translation. Benjamins Translation Library 56. John Benjamins, Amsterdam 2004.
- Díaz Cintas, Jorge; Pilar Orero & Aline Remael (Hrsg.): Media for all. Subtitling for the Deaf, Audio description and Sign Language. Rodopi, Amsterdam 2007.
- Orero, Pilar: The Problem of Translating "jabberwocky": The Nonsense Literature of Lewis Carroll and Edward Lear and their Spanish Translators. Mellen Press, New York 2007.
- Matamala, Anna & Pilar Orero (Hrsg.): Listening to Subtitles. Subtitles for the Deaf and Hard of Hearing. Peter Lang, Bern 2009.
- Franco, Eliana; Anna Matamala & Pilar Orero: Voice-over Translation: An overview. Peter Lang, Bern 2010.
- Gil Bardaji, Anna; Pilar Orero & Sara Rovira-Esteva (Hrsg.): Translation Peripheries. Paratextual Elements in Translation. Peter Lang, Bern 2012.
- Remael, Aline; Mary Carroll & Pilar Orero (Hrsg.): Media for All: Audiovisual Translation and Media Accessibility at the Crossroads. Rodopi, Amsterdam 2012.
- Mangiron, Carme; Pilar Orero & Minako O’Hagan (Hrsg.): Videogame Localisation and Accessibility: Fun for All. Peter Lang, Bern 2014.
- Maszerowska, Anna; Anna Matamala & Pilar Orero (Hrsg.): Audio Description. New perspectives illustrated. John Benjamins, Amsterdam 2014.